# Wohnhaus Mittelweg 23
Das Wohnhaus Mittelweg 23, Ecke Grüner Winkel, im niedersächsischen Nordenham im Landkreis Wesermarsch stammt vom frühen 20. Jahrhundert.
Aktuell (2023) wird es als Wohnhaus genutzt.
Das Gebäude steht unter Denkmalschutz (siehe auch Liste der Baudenkmale in Nordenham).

## Beschreibung
Das zweigeschossige verputzte giebelständige Eckgebäude auf Sockel mit Krüppelwalmdach, Giebelspieß, seitlichem Giebelrisalit mit rundbogigem Eingang, zweigeschossigem Standerker, gerahmten eckigen Fenstern und geschossteilendem Gesims wurde 1904 gebaut.
Das Landesdenkmalamt befand zur Bedeutung als Teil einer Gruppe: „… geschichtlich, städtebaulich …“